# Youcef Sabri Medel
Youcef Sabri Medel, né le 5 juillet 1996, est un joueur algérien de badminton.

## Carrière
Youcef Sabri  Medel est médaillé d'argent en double garçons avec Mohamed Guelmaoui et médaillé de bronze en simple garçons.
Aux Championnats d'Afrique de badminton 2017 à Benoni, il remporte la médaille d'or en double hommes avec Koceila Mammeri. Il est médaillé d'argent en double hommes avec Koceila Mammeri aux Championnats d'Afrique de badminton 2018 à Alger. Aux Championnats d'Afrique de badminton 2019 à Port Harcourt, il remporte la médaille d'or en double hommes avec Koceila Mammeri. Il est médaillé d'argent par équipe mixte aux Jeux africains de 2019 à Rabat. Il est médaillé d'or en double hommes avec Koceila Mammeri aux Championnats d'Afrique de badminton 2021 à Kampala, aux Championnats d'Afrique de badminton 2022 à Kampala, ainsi qu'aux Jeux méditerranéens de 2022 à Oran.
Il est médaillé de bronze en double hommes avec Koceila Mammeri aux Championnats d'Afrique 2023 à Johannesbourg.
Aux Championnats d'Afrique par équipe, il est médaillé d'or en 2018, en 2022, en 2024 et 2025, médaillé d'argent en 2021 et médaillé de bronze en 2016 et en 2023.
Il est médaillé d'or en double hommes avec Koceila Mammeri et médaillé de bronze en simple hommes aux Jeux panarabes de 2023 à Alger.
Il est médaillé d'or en double hommes avec Koceila Mammeri aux Championnats d'Afrique de badminton 2024 au Caire puis aux Jeux africains de 2023 à Accra ainsi qu'aux Championnats d'Afrique de badminton 2025 à Douala.